# Die Lollies
Die Lollies is een in 1993 opgerichte Duitse partyband uit Reutlingen.

## Bezetting
Huidige bezetting
- Nicola Welsch (Nici)[2] (zang)
- Armin Sabol[3] (gitaar, keyboards, basgitaar, drums, mandoline, zang)
- Stephanie Späth (Steffi) (zang)
- Andreas Welsch[4] (drums, keyboards, basgitaar, leadzang)
- Klaus Bahnmüller[5] (keyboards, accordeon, zang)
- Ulrich Schmauder (basgitaar, zang)

## Geschiedenis
De band werd in 1993 in Reutlingen geformeerd en in hetzelfde jaar brachten ze hun eerste single Feuer und Flamme uit. Twee jaar later ontmoetten ze de band Fools Garden, waarmee ze hun tweede single produceerden. De door de Lollies opnieuw geschreven song Wahnsinn, oorspronkelijk van Wolfgang Petry, plaatste zich als Hölle, Hölle, Hölle vijf weken lang in de top 100 van de Media Control-hitlijst.
Er volgden meer dan 80 radio- en televisie-optredens, waaronder in de ZDF-Fernsehgarten en bij Immer wieder Sonntags. De Südwestrundfunk produceerde twee reportages over het leven van de partyband. Ook in de show Ballerman Hits bij RTL II en de ZDF-Hitmixparty en de MDR-Hitsommernacht trad de band op.
Na enkele jaren en verdere singles en albums schreven de Lollies de song Adler auf der Brust voor het Europees kampioenschap voetbal 2008, waarmee ze zich in de hitlijst plaatsten (#64). Een jaar later plaatste het nummer Arsch im Sand zich ook in de hitlijst (#72). 
In mei 2018 werden de Lollies onderscheiden met de GOLDAWARD van hun label voor 250.000 verkochte exemplaren van hun songs Wahnsinn... Hölle, Hölle, Z'ruck zu dir, Wenn Du denkst Du denkst, dann denkst Du nur Du denkst in Duitsland, Oostenrijk en Zwitserland.

## Discografie

### Singles
- 1993: Feuer und Flamme
- 1996: Trumpettechno (geproduceerd en geschreven met Fools Garden)
- 1996: Wahnsinn (... Hölle, Hölle, Hölle)
- 1998: Lass uns Liebe machen
- 2000: SSV 05 - wir lieben Dich (officiële fanhymne van SSV Reutlingen)
- 2000: Wenn der Wind wieder weht
- 2001: Wir sind die Sieger
- 2002: Alles aus Liebe
- 2002: Gern haben
- 2003: Das Leben is' fett
- 2003: Die Sennerin vom Königsee
- 2006: Wenn Du denkst Du denkst, dann denkst Du nur Du denkst
- 2007: Z'ruck zu Dir (Hallo Klaus)
- 2008: Adler auf der Brust
- 2009: Mittendrin statt nur dabei (... dup du du)
- 2009: Arsch im Sand
- 2010: Arsch im Schnee
- 2010: Endlich wieder nüchtern (...das müssen wir Feiern)
- 2013: Aufblaskrokodil
- 2013: Gelbes Schneemobil
- 2014: Irgendwann
- 2015: Irgendwann (DJ-Remix)
- 2017: Besuchen Sie Europa (...solange es noch steht) [feat. Geier Sturzflug]
- 2017: Wenn Du denkst Du denkst, dann denkst Du nur Du denkst 2k18 [feat. DJ Ostkurve]
- 2018: Z'ruck zu dir (Hallo Klaus) 2k18 [feat. DualXess]
- 2018: Wir drehen uns im Kreis [met Chris Metzger]
- 2018: Wahnsinn (Hölle, Hölle, Hölle) 2k18 - Diverse Remixe von DJ Fosco & DualXess
- 2018: Zweite Wahl (Scheißegal) + (Ganz egal) [met Marco Kloss]
- 2018: Arsch im Sand 2k18

### Albums
- 1994: Null Problemo
- 1998: Hölle, Hölle, Hölle - Das Album
- 2000: Einmal Wolke 7 und zurück
- 2001: Das Leben is fett
- 2004: Lollies Live
- 2006: Lollywood
- 2007: Live Hits – Tour 2007
- 2009: Mittendrin
- 2011: 18 Jahre On Tour! Live In Stuttgart!
- 2013: 20 Jahre Lollies – Best Of!
- 2018: Wir sind nicht alt (...seh'n nur so aus) – 25 Jahre Lollies
- 2018: 25 Jahre Live - Die Highlights aus dem Jubliäumskonzert